# Jessica Rosenholm
Jessica Rosenholm, född 1977 i Åbo, är en finlandssvensk professor i farmaci och läkemedelsutveckling vid Åbo Akademi.
Rosenholm blev student från Katedralskolan i Åbo år 1996. År 2002 blev hon diplomingenjör från dåvarande kemisk-tekniska fakulteten vid Åbo Akademi. Hon forskade i läkemedelsbärarsystem för sitt diplomarbete. År 2008 disputerade Rosenholm i fysikalisk kemi med en doktorsavhandling om läkemedelsbärardesign.
Rosenholm var postdoktoral forskare vid Shanghai Jiao Tong-universitetet åren 2009-2010. År 2015 blev hon professor i farmaci företrädesvis läkemedelsutveckling vid Åbo Akademi.
Rosenholm är också docent i biomedicinsk nanoteknologi vid Åbo Akademi och leder en internationell tvärvetenskaplig forskningsgrupp.
År 2017 tilldelades Rosenholm Per Brahe-priset av Stiftelsen för Åbo Akademi. Vid den tidpunkten hade hon redan publicerat omkring 100 vetenskapliga artiklar i internationella vetenskapliga tidskrifter, på förhållandevis kort tid.